# チンチラ科
チンチラ科（Chinchillidae）は齧歯目ヤマアラシ形亜目テンジクネズミ型類に属す科。

## 現生種
川田ほか（2018）による。
- チンチラ科 Chinchillidae
  - チンチラ属 Chinchilla
    - チンチラ Chinchilla chinchilla
    - オナガチンチラ Chinchilla lanigera

  - ヤマビスカーチャ属 Lagidium
    - ヤマビスカーチャ Lagidium peruanum
    - チリヤマビスカーチャ Lagidium viscacia
    - オオヤマビスカーチャ Lagidium wolffsohni

  - ビスカーチャ属 Lagostomus
    - ペルービスカーチャ Lagostomus crassus
    - ビスカーチャ Lagostomus maximus